# Kulabski Uniwersytet Państwowy
 Kulabski Uniwersytet Państwowy (tadż. Донишгоҳи давлатии Кӯлоб ба номи Абӯабдуллоҳи Рӯдакӣ, ros. Кулябский государственный университет) – tadżycka publiczna uczelnia założona w 1945 roku jako Państwowy Instytut Pedagogiczny. W 1992 roku, po uzyskaniu przez Tadżykistan niepodległości, instytut uzyskał status uniwersytetu. W 2009 roku został nazwany imieniem Abdullaha Rudaki.

## Struktura organizacyjna
W skład uczelni wchodzą następujące jednostki organizacyjne:
- Wydział Wychowania Podstawowego i Wychowania Fizycznego
- Wydział Chemii, Biologii i Geografii
- Wydział Ekonomii i Zarządzania
- Wydział Finansów i Ekonomii
- Wydział Filologiczny
- Wydział Historii i Stosunków Międzynarodowych
- Wydział Fizyki, Matematyki i Informatyki
- Wydział Filologii Rosyjskiej
- Wydział Filologii Tadżyckiej i Dziennikarstwa